# Nomamyrmex
Nomamyrmex – rodzaj mrówek z podrodziny Ecitoninae. Obejmuje 2 opisane gatunki.

## Gatunki
- Nomamyrmex esenbeckii  Westwood, 1842
- Nomamyrmex hartigii  Westwood, 1842